# Coppa delle Regioni UEFA 2017
La Coppa delle Regioni 2017 è la decima Coppa delle Regioni UEFA. La rappresentativa campione in carica è la Ireland Eastern Region. Il sorteggio del torneo ha avuto luogo il 3 dicembre 2015. San Marino e Malta saranno rappresentate da proprie nazionali amatoriali anziché rappresentative regionali.

## Turno preliminare
Le otto rappresentative del turno preliminare sono state sorteggiate in due gironi da quattro. Le gare del Girone A si giocheranno in Lituania, mentre quelle del Girone B a San Marino. Le gare del turno preliminare si giocheranno tra il 21 e il 26 maggio 2016 (Girone A) e tra il 3 e l'8 giugno 2016 (Girone B). Le vincenti dei due gironi avanzeranno al turno intermedio.

### Girone A
| Squadra                    | G | V | P | S | GF | GS | DR  | P |
| -------------------------- | - | - | - | - | -- | -- | --- | - |
| East West Central Scotland | 3 | 2 | 1 | 0 | 11 | 1  | +10 | 7 |
| FK Nevėžis                 | 3 | 2 | 1 | 0 | 8  | 3  | +5  | 7 |
| Kärra KIF (Göteborg)       | 3 | 1 | 0 | 2 | 4  | 4  | 0   | 3 |
| Tartu                      | 3 | 0 | 0 | 3 | 3  | 18 | -15 | 0 |

### Girone B
| Squadra       | G | V | P | S | GF | GS | DR | P |
| ------------- | - | - | - | - | -- | -- | -- | - |
| San Marino    | 3 | 2 | 1 | 0 | 8  | 1  | +7 | 7 |
| Xanthi Region | 3 | 1 | 1 | 1 | 7  | 4  | +3 | 4 |
| South Wales   | 3 | 1 | 0 | 2 | 5  | 9  | -4 | 3 |
| ZSMK          | 3 | 1 | 0 | 2 | 3  | 9  | -6 | 3 |

## Turno intermedio
Le due rappresentative vincitrici del turno preliminare, si aggiungeranno alle altre 30 rappresentative ammesse d'ufficio al turno intermedio. Le 32 squadre sono state sorteggiate in otto gironi da quattro, con le seguenti nazioni scelte per ospitare le gare dei rispettivi raggruppamenti:
Girone 1 –  Malta
Girone 2 –  Spagna
Girone 3 –  Romania
Girone 4 –   Polonia
Girone 5 –  Turchia
Girone 6 –  Germania
Girone 7 –   Italia
Girone 8 –  Ungheria
Le gare del turno intermedio saranno giocate tra il 20 settembre 2016 ed il 1º novembre 2016. I vincitori di ciascun gruppo si qualificheranno per il torneo finale.

### Girone 1
| Squadra                    | G | V | P | S | GF | GS | DR | P |
| -------------------------- | - | - | - | - | -- | -- | -- | - |
| Ingulec                    | 3 | 3 | 0 | 0 | 8  | 2  | +6 | 9 |
| Paris Île-de-France        | 3 | 1 | 1 | 1 | 5  | 2  | +3 | 4 |
| Malta                      | 3 | 1 | 0 | 2 | 5  | 7  | -2 | 3 |
| East West Central Scotland | 3 | 0 | 1 | 2 | 1  | 8  | -7 | 1 |

### Girone 2
| Squadra           | G | V | P | S | GF | GS | DR | P |
| ----------------- | - | - | - | - | -- | -- | -- | - |
| Castile and León  | 3 | 2 | 0 | 1 | 7  | 1  | +6 | 6 |
| South West Region | 3 | 2 | 0 | 1 | 7  | 5  | +2 | 6 |
| San Marino        | 3 | 2 | 0 | 1 | 3  | 5  | -2 | 6 |
| Tuzla Canton      | 3 | 0 | 0 | 3 | 0  | 6  | -6 | 0 |

### Girone 3
| Squadra          | G | V | P | S | GF | GS | DR | P |
| ---------------- | - | - | - | - | -- | -- | -- | - |
| South Region     | 3 | 2 | 1 | 0 | 8  | 6  | +2 | 7 |
| West Yorkshire   | 3 | 1 | 2 | 0 | 5  | 4  | +1 | 5 |
| Vojvodina        | 3 | 1 | 1 | 1 | 7  | 6  | +1 | 4 |
| Prahova Muntenia | 3 | 0 | 0 | 3 | 3  | 7  | -4 | 0 |

### Girone 4
| Squadra            | G | V | P | S | GF | GS | DR | P |
| ------------------ | - | - | - | - | -- | -- | -- | - |
| Lisbona            | 3 | 3 | 0 | 0 | 5  | 0  | +5 | 9 |
| Bassa Silesia      | 3 | 2 | 0 | 1 | 10 | 3  | +7 | 6 |
| FC Zvezda Victoria | 3 | 0 | 1 | 2 | 2  | 5  | -3 | 1 |
| FC Caramba Riga    | 3 | 0 | 1 | 2 | 1  | 10 | -9 | 1 |

### Girone 5
| Squadra   | G | V | P | S | GF | GS | DR | P |
| --------- | - | - | - | - | -- | -- | -- | - |
| Istanbul  | 3 | 2 | 1 | 0 | 3  | 0  | +3 | 7 |
| Ginevra   | 3 | 2 | 0 | 1 | 3  | 2  | +1 | 6 |
| Soroca    | 3 | 1 | 1 | 1 | 2  | 2  | 0  | 4 |
| Fermanagh | 3 | 0 | 0 | 3 | 2  | 6  | -4 | 0 |

### Girone 6
| Squadra                | G | V | P | S | GF | GS | DR | P |
| ---------------------- | - | - | - | - | -- | -- | -- | - |
| Olomouc Region         | 3 | 1 | 2 | 0 | 5  | 2  | +3 | 5 |
| Bremer F-V             | 3 | 1 | 2 | 0 | 5  | 3  | +2 | 5 |
| West Slovakia          | 3 | 0 | 3 | 0 | 1  | 1  | 0  | 3 |
| Hapoel Bik'at HaYarden | 3 | 0 | 1 | 2 | 2  | 7  | -5 | 1 |

### Girone 7
| Squadra              | G | V | P | S | GF | GS | DR | P |
| -------------------- | - | - | - | - | -- | -- | -- | - |
| Munster/Connacht     | 3 | 2 | 1 | 0 | 3  | 0  | +3 | 7 |
| Lombardia            | 3 | 2 | 0 | 1 | 5  | 2  | +3 | 6 |
| Maribor              | 3 | 0 | 2 | 1 | 1  | 4  | -3 | 2 |
| North-East Macedonia | 3 | 0 | 1 | 2 | 0  | 3  | -3 | 1 |

### Girone 8
| Squadra                | G | V | P | S | GF | GS | DR  | P |
| ---------------------- | - | - | - | - | -- | -- | --- | - |
| Zagabria               | 3 | 3 | 0 | 0 | 12 | 0  | +12 | 9 |
| Szabolcs-Szatmar-Bereg | 3 | 2 | 0 | 1 | 8  | 4  | +4  | 6 |
| KuFu-98                | 3 | 1 | 0 | 2 | 3  | 7  | -4  | 3 |
| Sharur                 | 3 | 0 | 0 | 3 | 0  | 12 | -12 | 0 |

## Fase finale

### Fase a gironi
Sono stati formati due gironi da 4 squadre ciascuno. I vincitori dei due gironi, partecipano alla finale. Le squadre seconde classificate vincono la medaglia di bronzo

#### Gruppo A
| Squadra  | G | V | P | S | GF | GS | DR | P |
| -------- | - | - | - | - | -- | -- | -- | - |
| Zagabria | 3 | 2 | 1 | 0 | 8  | 3  | +5 | 7 |
| Istanbul | 3 | 1 | 1 | 1 | 4  | 3  | +1 | 4 |
| Lisbona  | 3 | 0 | 3 | 0 | 6  | 6  | 0  | 3 |
| Ingulec  | 3 | 0 | 1 | 2 | 4  | 10 | -6 | 1 |

#### Gruppo B
| Squadra          | G | V | P | S | GF | GS | DR | P |
| ---------------- | - | - | - | - | -- | -- | -- | - |
| Munster/Connacht | 3 | 2 | 1 | 0 | 5  | 1  | +4 | 7 |
| South Region     | 3 | 2 | 0 | 1 | 5  | 4  | +1 | 6 |
| Castile and León | 3 | 1 | 1 | 1 | 6  | 4  | +2 | 4 |
| Olomouc Region   | 3 | 0 | 0 | 3 | 3  | 10 | -7 | 0 |

#### Finale
| 9 luglio 2017                                    | Zagreb    | 1 – 0 referto | Munster/Connacht |  |
| \| \| \| \| \| 26' Toni Adzic \| Marcatori \| \| |           |               |                  |  |
|                                                  |           |               |                  |  |
| 26' Toni Adzic                                   | Marcatori |               |                  |  |